# Abú al-Hasan Baní Sadr
Abú al-Hasan Baní Sadr (persky ابوالحسن بنی‌صدر‎; 22. března 1933 Hamadán – 9. října 2021 Paříž) byl íránský muslimský intelektuál a politik, který byl v letech 1980–1981 prvním prezidentem Íránu. Předtím krátce zastával funkci ministra zahraničí.

## Životopis
Abú al-Hasan Baní Sadr, syn ájatolláha Nasralláha Baní Sadra, studoval ekonomii na Teheránské univerzitě a později i teologii a sociologii na témže vysokém učení. V mládí působil v Národní frontě, založené Muhammadem Mosaddekem, a počátkem šedesátých let se účastnil demonstrací proti režimu šáha Muhammada Rezy Pahlavího, které mu několikrát vynesly pobyt za mřížemi. Po zranění v roce 1963, utrpěném při protestních akcích, emigroval do Francie.
V Paříži se Baní Sadr připojil k exilové islámské opozici uznávající za svou hlavu ájatolláha Rúholláha Chomejního, vůdce íránských šíitů, který žil od roku 1964 v Iráku a vyzýval odtud ke svržení šáha. Když se Chomejní po islámské revoluci vrátil v únoru 1979 triumfálně do vlasti, patřil k jeho doprovodu i Baní Sadr a jako přední odpůrce bývalého režimu ihned zaujal pozici na vrcholu moci. V roce 1979 se stal nejprve náměstkem ministra hospodářství a ministrem financí a později byl jmenován ministrem zahraničí. Dne 25. ledna 1980 ho parlament zvolil prvním prezidentem islámské republiky.
V úřadu se Baní Sadr snažil upevnit ústavní pořádek, ale narážel přitom na odpor Chomejního – nepodařilo se mu docílit ani rozpuštění paramilitárních revolučních gard. Bylo mu vytýkáno špatné vedení armády v prvních měsících íránsko-irácké války, které způsobilo zemi nevyčíslitelné škody; z tohoto důvodu přišel o funkci vrchního velitele ozbrojených sil, jež byla převedena na Chomejního.
Dne 22. června 1981 parlament Baní Sadra na Chomejního popud odvolal z funkce, neboť prezident chtěl omezit vliv duchovenstva na politické rozhodování a zamezit dalšímu prohlubování teokratického charakteru státu. Poté, co byly krvavě potlačeny demonstrace Baní Sadrových stoupenců, uprchl bývalý prezident spolu s vůdcem Lidových mudžáhidů Masúdem Radžavím 29. června do Francie, kde i zemřel. S Radžavím se v exilu brzy politicky rozešel, jelikož odmítl metody násilí proti režimu, uplatňované Lidovými mudžáhidy.